# Manhunt international 2010
Ne doit pas être confondu avec Mister Monde 2010.
Manhunt international 2010 fut la quatorzième édition du concours mondial de beauté masculine Manhunt international. Le concours eu lieu le 13 novembre 2010 à Taichung, en République de Chine (Taïwan). Parmi les 50 candidats de cette élection (47 la fois précédente), ce fut Peter Meňky de la Slovaquie qui succéda au Marocain Abdelmoumen El Maghraouy.

## Résultats

### Classement
| Titre                      | Titre                      | Candidat                                                                                          |
| -------------------------- | -------------------------- | ------------------------------------------------------------------------------------------------- |
| Manhunt international 2010 | Manhunt international 2010 | - Slovaquie – Peter Meňky                                                                         |
| 1er dauphin                | 1er dauphin                | - Gibraltar – Bogdan Brasoveanu                                                                   |
| 2e dauphin                 | 2e dauphin                 | - Brésil – Marlon de Gregori                                                                      |
| 3e dauphin                 | 3e dauphin                 | - États-Unis – Daniel Guerra                                                                      |
| 4e dauphin                 | 4e dauphin                 | - Taïwan – Jerry Chang                                                                            |
| Demi-finalistes            | 6e place                   | - Liban – Mrad Mouawad                                                                            |
| Demi-finalistes            | 7e place                   | - Panama – Enrique Lukowsky Sorto                                                                 |
| Demi-finalistes            | 8e place (ex æquo)         | - Singapour – Jovin Koh Boon Pin - Inde – Ahran Chaudhary                                         |
| Demi-finalistes            | 10e place                  | - Turquie – Yahya Demir                                                                           |
| Demi-finalistes            | 11e place (ex æquo)        | - Chine – Wang Zichao - Bosnie-Herzégovine – Voljen Gubeljic                                      |
| Demi-finalistes            | 13e place                  | - Indonésie – Obert Tan                                                                           |
| Demi-finalistes            | 14e place (ex æquo)        | - Suède – Calle Eriksson - Afrique du Sud – Henry Jacques Fagan - Venezuela – Henry Bolivar Perez |

### Récompenses spéciales
| Titre                                                                      | Nom                                                                        |
| -------------------------------------------------------------------------- | -------------------------------------------------------------------------- |
| M. Sympathie (Mr Friendship)                                               | Corée du Sud – Park Hyun Woo                                               |
| M. Photogénique (Mr Photogenic)                                            | Slovaquie – Peter Meňky                                                    |
| M. Physique (Mr Physique)                                                  | Singapour – Jovin Koh Boon Pin                                             |
| M. Popularité d’Internet (Mr Internet Popularity, élu par les internautes) | Inde – Ahran Chaudhary                                                     |
| M. Personnalité (Mr Personality)                                           | Angleterre – Vaughan Bailey                                                |
| M. Alishan (parrainé par le maire d’Alishan)                               | Nicaragua – William Rodriguez                                              |
| Meilleur mannequin au défilé (Best Runway Model)                           | Gibraltar – Bogdan Brasoveanu                                              |
| Meilleur costume national (Best National Costume)                          | 1. Chine – Wang Zichao 2. Indonésie – Obert Tan 3. Bolivie – Bram Demeyere |

## Participants
Voir les 50 candidats sur le site officiel de Manhunt international
| Pays               | Candidat                  | Âge    | Taille |
| ------------------ | ------------------------- | ------ | ------ |
| Afrique du Sud     | Jacques Fagan             | 24 ans | 1,84 m |
| Allemagne          | Marco Beer                | 20 ans | 1,85 m |
| Angleterre         | Vaughan Bailey            | 23 ans | 1,85 m |
| Australie          | Stephen Musca             | 25 ans | 1,87 m |
| Belgique           | Bram Demeyere             | 22 ans | 1,87 m |
| Bolivie            | Bram Demeyere             | 25 ans |        |
| Bosnie-Herzégovine | Voljen Gubeljic           | 19 ans | 1,88 m |
| Brésil             | Marlon de Gregori         | 23 ans | 1,85 m |
| Canada             | Dax Gramuglia             | 23 ans | 1,82 m |
| Chine              | Wang Zichao               | 24 ans | 1,88 m |
| Colombie           | Juan Felipe Quiroz Vargas | 18 ans | 1,89 m |
| Corée du Sud       | Park Hyun Woo             | 28 ans | 1,83 m |
| Costa Rica         | Juan Pablo Brenes         | 23 ans | 1,85 m |
| Cuba               | Yoan Gonzalez             | 22 ans | 1,86 m |
| Danemark           | Kristian Greiff           | 30 ans | 1,81 m |
| Espagne            | Antonio Million           | 23 ans | 1,85 m |
| États-Unis         | Daniel Guerra             | 24 ans | 1,83 m |
| Gibraltar          | Bogdan Brasoveanu         | 21 ans | 1,84 m |
| Grèce              | Apostolos Ntokos          | 25 ans | 1,83 m |
| Hawaï              | Kash Kiefer               | 24 ans | 1,82 m |
| Hong Kong          | Zhang Zhaoyu              | 23 ans | 1,86 m |
| Inde               | Ahran Chaudhary           | 27 ans | 1,88 m |
| Indonésie          | Obert Sharon Christian,   | 23 ans | 1,80 m |
| Iran               | Mohammad Mehdi Rokni      | 27 ans | 1,85 m |
| Japon              | Yudai Kawano              | 22 ans | 1,81 m |
| Lettonie           | Janis Verners             | 22 ans | 1,88 m |
| Liban              | Mrad Mouawad              | 25 ans |        |
| Macao              | Xie PengJu                | 22 ans | 1,84 m |
| Malaisie           | Tim Ang Sau Fong          | 29 ans | 1,82 m |
| Malte              | Tyrone Laudi              | 22 ans | 1,80 m |
| Mongolie           | Dulguun Gantumur          | 19 ans | 1,82 m |
| Népal              | Kanij Koirala             | 28 ans | 1,83 m |
| Nicaragua          | William Rodriguez         | 29 ans | 1,95 m |
| Pakistan           | Muhammad Abrar Khan       | 25 ans | 1,88 m |
| Panama             | Enrique Lukowsky          | 22 ans | 1,87 m |
| Philippines        | Carlo Morris Galang       | 21 ans | 1,80 m |
| Pologne            | Mariusz Dobosz,           | 29 ans | 1,85 m |
| Porto Rico         | Joel Rod                  | 30 ans | 1,83 m |
| République tchèque | Jan Hayek                 | 29 ans | 1,88 m |
| Serbie             | Milovan Durovic           | 28 ans | 1,93 m |
| Singapour          | Jovin Koh                 | 24 ans | 1,85 m |
| Slovaquie          | Peter Meňky               | 23 ans | 1,89 m |
| Sri Lanka          | Leen Alexander            | 27 ans | 1,88 m |
| Suède              | Calle Eriksson            | 28 ans | 1,92 m |
| Taïwan             | Jerry Chaung              | 26 ans | 1,88 m |
| Tanzanie           | Mario Mohammed Mpingirwa  | 23 ans | 1,88 m |
| Thaïlande          | Nathakorm Srivichai       | 26 ans | 1,83 m |
| Turquie            | Yahya Demir               | 23 ans | 1,88 m |
| Venezuela          | Henry Bolivar             | 21 ans | 1,87 m |
| Viêt Nam           | Hoang Gia Ngoc            | 24 ans | 1,84 m |